# Moving Picture Experts Group
Moving Picture Experts Group, ali krajše MPEG, je ime ISO/IEC komisije, ki se ukvarja z razvojem video in audio kodiranja. 

Komisija je nastala maja 1988 v Ottawi v Kanadi, ko se je zbralo 25 strokovnjakov pod okriljem Leonardo Chairigloione in Hiroshi Yasuda s ciljem, da bi razvili standard za kodiranje audia in videa na CD-je. Namreč, ob koncu 80. let se je industrija audio in video tehnologije soočila s problemom, kako bi veliko količino podatkov skrčili, da bi se omogočilo lažje prenašanje in hranjenje posnetkov. Potrebovala je nov produkt za shranjevanje in prenos audio in video zapisov. 
Osnovna ideja je bila, da analogni ali digitalni video signal konvertira v stisnjen paket podatkov, ki je prilagojen za učinkovit prenos preko omrežja. 
Analogni video prikaže 25 sličic v sekundi. Pogosto se dogaja, da sta si zaporedni sličici zelo podobni. MPEG s primerjavo dveh sosednjih sličic ugotavlja, v katerem delu sličice je prišlo do spremembe. Na ta način ni potrebno shraniti celotne naslednje sličice, ampak samo spremembe, ki so se zgodile v primerjavi s predhodno. Med drugim MPEG v primerjavi z nekodiranim digitalnim videom odreže informacije, ki jih naše oči niso sposobne videti.
V letu 1992 se je izoblikoval standard imenovan MPEG-1, katerega sta potrdila ISO (International Organization for Standardization) in IEC (International Electrotechnical Commission).

## Standardi
MPEG je standardiziral naslednje formate in standarde:
- MPEG-1: ISO/IEC 11172 standard. Združeval je kodiranje videa in zvočnega zapisa pri pretočnosti 1.5 Mbit/s. Najdemo ga predvsem v tehnologijah kot so Video CD (VCD), Super Video CD (SVCD), kabelska televizija (CATV).

- MPEG-2: Pojavil se je pod imenom »Generic coding of Moving Pictures and Associated Audio«. Ustvarjen je bil z namenom za razširjeno oddajanje pri velikem pretoku podatkov (3-15 Mbit/s).

- MPEG-3: Namenjen je bil za televizijo visoke ločljivosti - High-definition television (HDTV) s prenosom med 20-40 Mbit/s. Pozneje so ugotovili, da lahko to pokrijejo v okviru MPEG-2, in so ga zato opustili.

- MPEG-4: Zajema kodiranje audio-vizualnih objektov. Zagotovil je uspešen razvoj na treh področjih: digitalni televiziji, interaktivnih grafičnih aplikacijah in interaktivni multimedii (World Wide Web). Najpomembnejši del standarda pa je vsekakor Advanced video coding (AVC), ki je bil prvič objavljen leta 2003. Temelji na konceptih prejšnjih standardov, kot sta MPEG-2 in MPEG-4 ter omogoča boljšo učinkovitost stiskanja (boljša kakovost stisnjenega videa ali slike) in večjo prilagodljivost pri stiskanju, prenosu in shranjevanju videoposnetkov.

Objavljena pa sta že dva nova standarda:
- MPEG-7
- MPEG-21